# Epopeya del pueblo mexicano
Epopeya del pueblo mexicano, també conegut com a Historia de México, és un fresc del pintor mexicà Diego Rivera, realitzat a les parets de l'escala principal del Palau Nacional de Mèxic entre els anys 1929 i 1951 per encàrrec de José Vasconcelos, secretari d'Educació Pública de Mèxic, a l'època del renaixement del muralisme mexicà. Va ser restaurat el 2009 pels preparatius del Bicentenari de la Independència de Mèxic i del Centenari de la Revolució Mexicana, el 2010. Ocupa una superfície total de 276 m², i es divideix en tres parts o seccions: dues laterals de 7,49 m per 8,85 m, i una central de 8,59 m per 12,87m. La part dreta, al nord, representa el Mèxic prehispànic a través del mite de Ce Ácatl Topiltzin Quetzalcóatl a Tula; la part central i més gran, a l'oest, representa a Mèxic des de la conquesta espanyola fins a la Revolució Mexicana, i la part esquerra, al sud, representa una visió socialista marxista del Mèxic del segle xx.